# 찰스 손더스
찰스 손더스 경(Sir Charles Saunders, 1713년 경 – 1775년)은 영국 해군의 군인이다. 제임스 울프의 퀘벡의 공략에 의해 거명, 1761년에 바스 훈장을 받으면서 기사 작위를 가지게 된다. 또한 1754년부터 하원에서 요크셔의 선출 의원을 역임했다.

## 생애

### 해군 입대 7년 전쟁까지

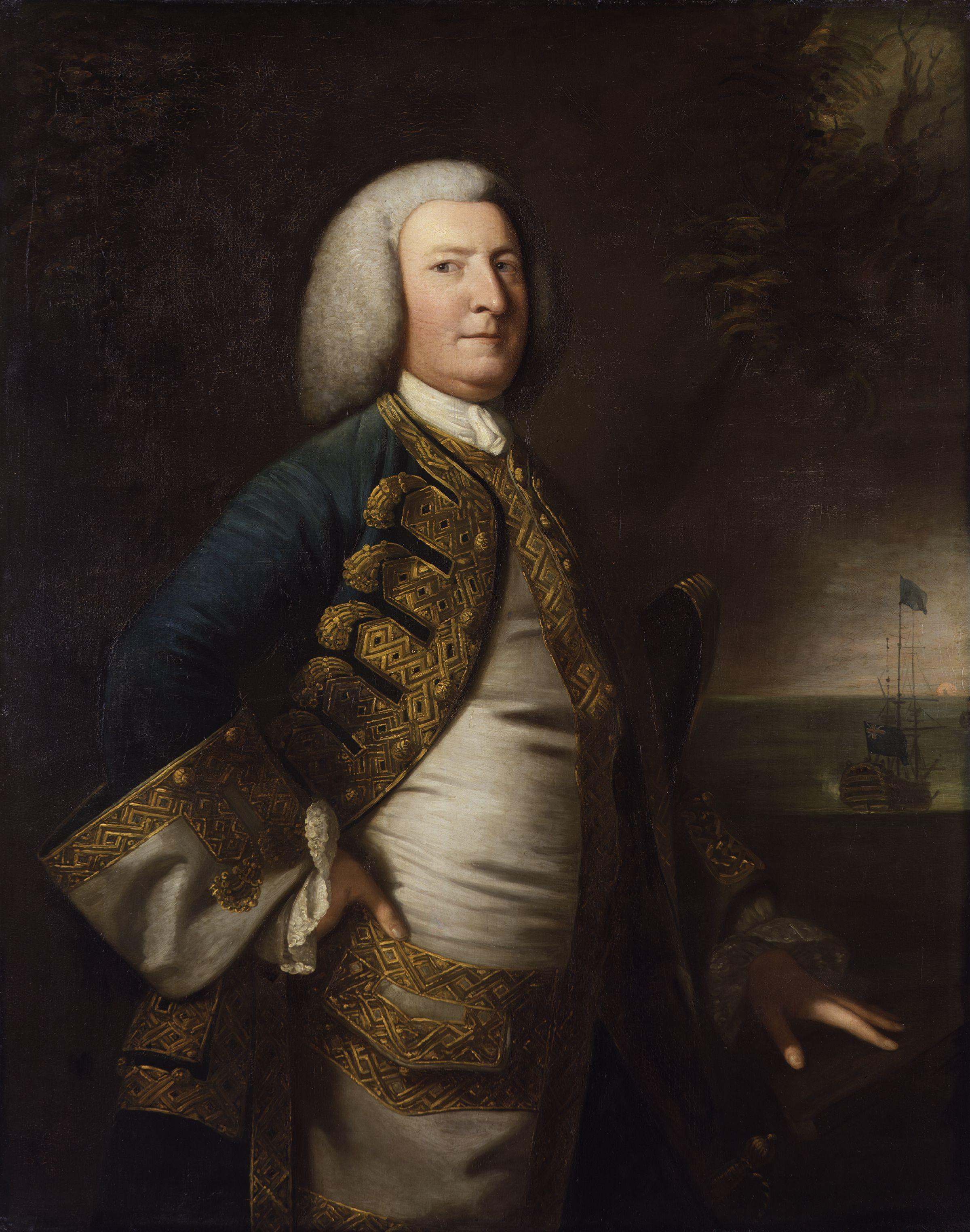
조지 앤슨

출생년도는 확실치 않지만, 서머싯 브리짓워터에서 제임스 손더스의 아들로 태어난 것으로 알려져 있다. 1727년 10월에 영국 해군에 입대했다. 처음에는 해군 사관 학교 생도로 근무하며 6급 HMS 시호스를 탔으며, 1731년 3월에는 4급 HMS 헥토르(Hector)로 전근했다. 1739년 중위로 승진하였고, 1742년 11월에는 조지 앤슨 제독의 주력 HMS 센추리온(Centurion)을 타고 세계일주에 동행한다.
1749년 오스트리아 계승 전쟁 종결과 함께 반급되고, 군인과 정치를 겸임하기로 했다. 해군 선거구이자, 또한 부패 선거구이기도 한 플리머스 선거구의 의원으로서 임기를 역임한 후, 요크셔로 옮겨 일생을 그곳의 의원을 역임했다. 1752년 해군 현역으로 돌아와 1754년에는 그리니치 병원의 재무관, 1755년에는 해군의 감사관을 역임했다.

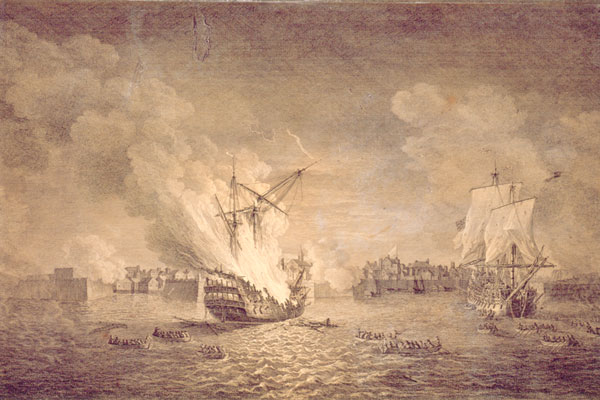
루이부르 전투

7년 전쟁이 발발하고 1756년 1월에 손더스는 청색함대의 소장에 임명되었고, 지중해 함대를 이끄는 에드워드 호크의 보좌를 위해 지브롤터로 향했다. 이후 브레스트 교외의 해협 함대에서 복무를 했다. 1757년 윌리엄 피트가 총리로 취임하여 해병대와 식민지의 대프랑스 전을 중시하는 책략이 발표되었다. 캐나다에서 1758년에 일어난 루이부르 전투에서 승리한 영국은 세인트로렌스강을 통해 퀘벡을 공략하는 길을 열었다.

### 퀘벡 공략

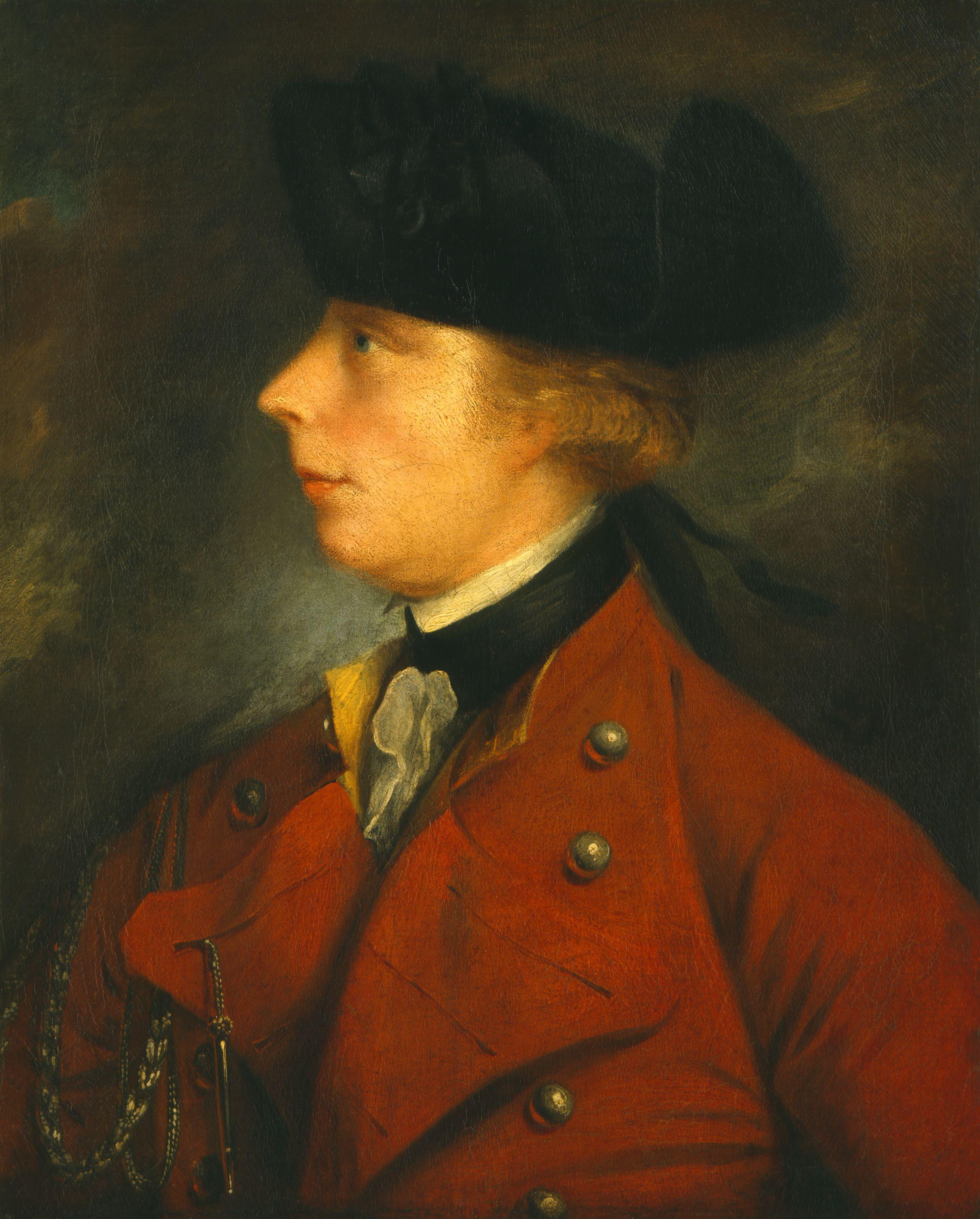
제임스 울프

1756년 1월 7일 부제독으로 승진했고, 손더스는 지브롤터의 지중해 함대에 부사령관으로로 파견되었다. 이듬해 1757년 1월, 지중해 함대의 사령관으로 승진했고, 1757년까지 이곳에서 복무를 했다.
1759년 1월 그는 함대를 이끌고, 퀘벡에서 제임스 울프를 호송하는 임무를 맡았다. 2월 14일에는 부제목으로 승진했다. 그는 1759년 9월에 벌어진 아브라함 평원 전투 이후에 남아 있는 영국군을 수습하고, 당시 조지 타운센드 대령의 휘하에 보급을 충실히 함으로써 죽은 장군의 승리를 공고히 했다. 손더스와 타운센드는 프랑스 수비대가 항복한 후 영국측 서명자로 합류했다.
핼리팩스에서 듀얼의 출항이 지연되었고, 주력 함대가 퀘벡으로 향한 것은 6월이 되고 나서였다. 함대는 49척의 군함으로 구성되어 있었으며, 전열함 20척, 50문 함 2척, 프리깃함 13척, 작은 함정 14척으로, 그 중 22척은 50개 이상의 대포와 13,500명의 병력을 태우고 있었다. 또한 119척의 수송선에는 육군과 공동 작전으로 사용할 거룻배가 쌓여 있었다. 함대의 총 인원수는 퀘벡 인구보다 많았다. 손더스는 함대를 3개 분대로 나누어 각각 호위함을 선도하고, 측량선과 포경선에 붙였다.
세인트로렌스강 항해는 곤란한 지경했다. 깔끔한 항해기록이 만들어져 있지 않았고, 프리깃 이상 규모의 선박이 이곳을 안전하게 통과한 예가 없다고 했다. 손더스는 동행한 상선의 선장들을 배에 태우고 상류에 유빙이 남아 있는 강을 조사했다. 프랑스 군이 강에서 부표와 수로 표지판을 분리하고, 게다가 제방에는 요새의 강화가 이루어지고 있었고, 프랑스 군의 사이를 두지 않고 감시하고 있기 때문에 작업은 주로 야간에 이루어졌다. 몇 번이나 강을 왕복하면서, 적절한 간격을 두고 탐사를 위해 투입한 보트의 위치를 관측하고, 흐름과 조류를 참작하여 형식에 따라 수심을 기록했다. 조사는 인내와 기술이 필요했다.
6월 20일, 수송선에게 세인트로렌스강을 거슬러 올라간다는 신호를 내걸고 1주일 후 손더스 함대는 퀘벡으로 돌진했다.

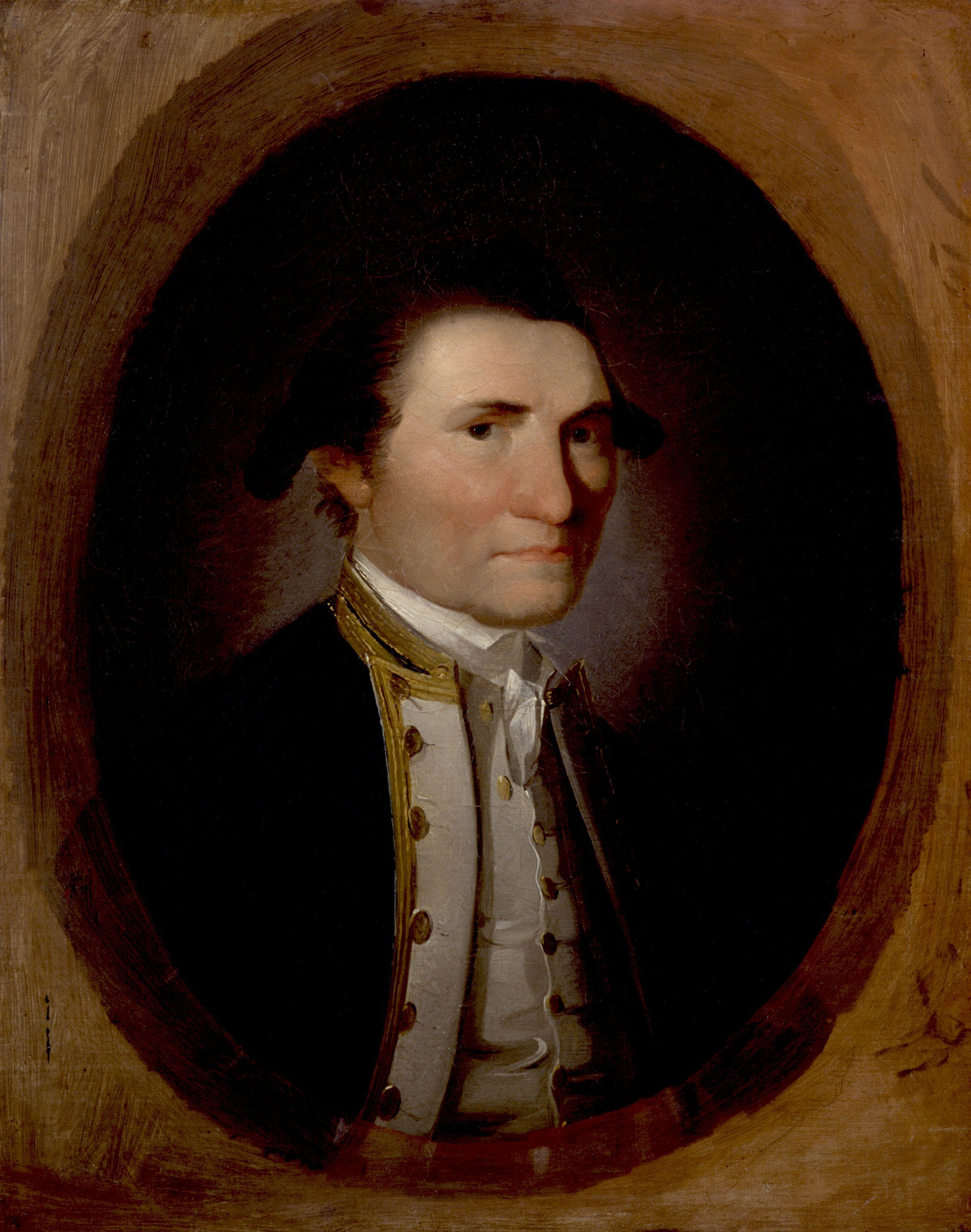
제임스 쿡

6월 27일, 손더스는 제임스 울프의 오를레앙 섬 상륙을 엄호했다. 퀘벡 공략의 성공 여부는 결국 해군에게 달려 있었으며, 8월 말에 울프 휘하의 로버트 멍크튼 준장, 제임스 머리와 조지 타운센드와 손더스 사이에 토론을 했다. 그 후 제임스 울프 장군에 의해 퀘벡 교외의 테라스 아브라함 평원에서 프랑스군을 요격하게 되었다. 따라서 군대를 싣고 대규모 작전 직전에 배에서 세인트로렌스강을 거슬러 올라, 험준한 절벽을 올라 고원에 배치하는 작전으로 손더스 자신의 표현을 빌리면 “매우 비판되어야 하고, 실로 적절하고, 잘 지휘가 된 작전”이었다. 사실 이때의 상륙 작전은 세계 최초의 본격적인 수륙 양용 작전으로 알려져 있다.
전투가 끝나고 나서도 공동 작전은 계속되었고, 퀘벡의 프랑스 주둔 부대는 9월 18일에 마침내 항복했다.
이 작전의 성공은 항해술과 측량 기술의 향상 등도 기여했다. 젊은 시절의 제임스 쿡도 이 함대에 군함 펨 브로크의 항해장으로 이름을 올리고 있었다. 쿡은 세인트로렌스강 조사에서도 이름을 날렸고, 천문학과 수학의 지식을 살려 해도를 제작했다. 후 손더스는 해군성에서 이 차트의 출판 허가를 받았다.

퀘벡 공략 후 손더스는 여분의 잡일을 처리에하다가 세인트로렌스강이 결빙되기 전에 일단 귀국하여 이듬해 봄에 다시 퀘벡으로 돌아왔다.
1760년 4월 그는 지중해 함대의 사령관으로서의 역할을 재개했고, 카디스를 봉쇄하여 프랑스와 스페인 함대가 항해하는 것을 막았다.

### 1760년 이후
퀘벡 공략 후 손더스는 지중해의 임무로 돌아가 보물선 등 많은 선박을 나포하여고 자산을 부풀렸다. 해군 장관을 역임한 후, 1761년에 기사 작위를 받게 된 후 의원으로 뉴펀들랜드 어업의 보호에 진력했다. 그리고 1762년 10월, 백색 함대의 해군 중장으로 승진했다.
1775년 12월 7일, 런던에서 사망했다. 웨스트민스터 사원 울프의 묘지 근처에 묻혔다. 호레이스 월폴은 손더스 대해 “가장 과묵하고 가장 가치 있는 인물”이라고 평하고 있다.
같은 1775년 항해 중 제임스 쿡 캔들머스 섬과 사우스 샌드위치 제도의 몬타규 섬 사이에 활 모양의 길이 8.9km의 섬을 발견하고 제독의 이름을 따서 손더스 섬이라고 명명했다.

## 참고 자료
- Kirby, John (1839). 《A topographical and historical description of the county of Suffolk》. Longman & Co.
- Rodger, N.A.M. (1979). 《The Admiralty. Offices of State》. Lavenham: T. Dalton Ltd. ISBN 0900963948.
- Salmon, Edward (1914). 《Life of Admiral Sir Charles Saunders, K.B.》. London: Pitman.